# Atlético Madryt (piłka nożna kobiet)
Atlético Madrid Femenino – hiszpański klub piłki nożnej kobiet, mający siedzibę w stolicy kraju, mieście Madryt. Klub jest sekcją piłki nożnej kobiet w Atlético Madryt.

## Historia
Chronologia nazw:
- 198?: Atlético Villa de Madrid
- 1992: klub rozwiązano
- 2001: Club Atlético de Madrid Féminas
- 2016: Club Deportivo Elemental Atlético de Madrid Féminas

Klub piłkarski Atlético Villa de Madrid został założony w Madrycie w końcu lat 80. XX wieku. W sezonie 1989/90 startował w rozgrywkach Superligi, uzyskując największy sukces w historii, zdobywając tytuł mistrza Hiszpanii. W kolejnym sezonie zespół zdobył jeszcze wicemistrzostwo, po czym w 1992 roku po utracie wsparcia finansowego został rozwiązany, a większość piłkarek przerzedła do CD Oroquieta Villaverde.
W 2001 roku klub został reaktywowany jako Club Atlético de Madrid Féminas na bazie klubu Coslada CF Femenino. Na początku istnienia klub występował w lidze regionalnej, w sezonie 2003/04 debiutował w Segunda División. W sezonie 2005/06 zwyciężył w grupie 1 i awansował do Superligi. W 2016 klub zmienił nazwę na Club Deportivo Elemental Atlético de Madrid Féminas.

## Sukcesy

### Trofea międzynarodowe
- Liga Mistrzyń

1/8 finał (1): 2015/16

### Trofea krajowe
| \| \| Zdobyte trofea w rozgrywkach Hiszpanii (stan na: 31-05-2018) \| |                                                              |      |                           |
| Rozgrywki                                                             | Osiągnięcie                                                  | Razy | Sezon(y)                  |
| Mistrzostwo                                                           | I miejsce                                                    | 3    | 1989/90, 2016/17, 2017/18 |
| Mistrzostwo                                                           | II miejsce                                                   | 2    | 1990/91, 2014/15          |
| Mistrzostwo                                                           | III miejsce                                                  | 2    | 2012/13, 2013/14          |
| Puchar                                                                | zdobywca                                                     | 1    | 2015/16                   |
| Puchar                                                                | finalista                                                    | 2    | 2016/17, 2017/18          |
| II liga                                                               | I miejsce                                                    | 1    | 2005/06                   |
| II liga                                                               | II miejsce                                                   | 1    | 2003/04                   |
| II liga                                                               | III miejsce                                                  | 0    |                           |
| Hiszpania                                                             | Zdobyte trofea w rozgrywkach Hiszpanii (stan na: 31-05-2018) |      |                           |

- Preferente de Madrid (III poziom):
  - mistrz (1): 2002/03

## Stadion
Klub rozgrywa swoje mecze domowe na stadionie Estadio Cerro del Espino w Madrycie, który może pomieścić 3376 widzów.